# Bacchus et Ariane
Pour les articles homonymes, voir Bacchus et Ariane (homonymie).
Bacchus et Ariane est une peinture de la Renaissance réalisée par Titien entre 1520 et 1523. Elle fait partie du cycle de peintures à sujet mythologiques commandé par Alphonse Ier d'Este, duc de Ferrare, pour la chambre d'albâtre de son palazzo de Ferrare.

## Histoire
La commande initiale de cette toile avait été faite à Raphaël mais, à la mort de celui-ci en 1520, seul un dessin préliminaire avait été réalisé et la commande passa alors à Titien. Le thème de la peinture est inspiré des œuvres des poètes latins Catulle et Ovide. La toile, œuvre majeure du cycle, est désormais exposée à la National Gallery de Londres. Les autres peintures importantes du cycle sont Le Festin des dieux de Giovanni Bellini (1514, National Gallery of Art de Washington), La Bacchanale des Andriens et L'Offrande à Vénus (1518-1525, toutes deux exposées au musée du Prado à Madrid).

## Description
Ariane a été abandonnée sur le rivage de l'île de Naxos par son amant Thésée, dont on voit le navire s'éloigner sur la gauche. Elle est découverte par le dieu Bacchus qui mène une procession de ménades et de satyres dans un char tiré par deux guépards (qui étaient des léopards dans le texte originel de Catulle, et dont les modèles ont probablement été les guépards de la ménagerie du duc). Bacchus bondit dans les airs vers Ariane, effrayée, dans l'intention de l'emporter avec lui pour en faire son épouse. Dans le ciel, au-dessus d'Ariane, on voit la couronne que Bacchus vient de jeter et qui est devenu la constellation de la couronne boréale.  
La composition est divisée de façon diagonale en deux triangles, l'un de ciel bleu (peint avec le couteux pigment extrait du lapis-lazuli) et incluant Ariane, et l'autre à prédominance de brun et de vert où la suite de Bacchus est lancée dans des danses effrénées. Bacchus, quant à lui, traverse cette diagonale en faisant mouvement vers Ariane. Le suivant de Bacchus autour duquel s'enroulent des serpents est inspiré de la sculpture grecque antique du groupe du Laocoon, alors récemment redécouverte à Rome. L'épagneul King Charles qui aboie au petit satyre est un motif récurrent dans les œuvres de Titien et était probablement un animal de compagnie de la Cour du duc. Dans l'urne d'or en bas à gauche est inscrite la signature de l'artiste (TICIANVS).

## Analyse
Comme dans Le Triomphe de Galatée de Raphaël, Titien, avec seulement sept personnages, suggère une foule bruyante s'avançant vers Ariane surprise, alors que le mouvement de Bacchus, pris en pleine course, évoque le pouvoir divin de lévitation. Entre les deux personnages, on aperçoit au loin des villages et des côtes paisibles. Dans toute la série, le paysage, aussi important dans la composition que les figures, baigne dans la lumière, non pas un arrière-plan , mais un paysage où sont placés les personnages. Des citations subtiles prouvent que Titien sait ce qui se fait ailleurs en Italie, comme ici le Groupe du Laocoon. Le traitement de la bacchante derrière Bacchus est plein de tendresse dans l'emploi de la lumière et de l'effet moucheté de l'ombre qui passe.

## Restauration

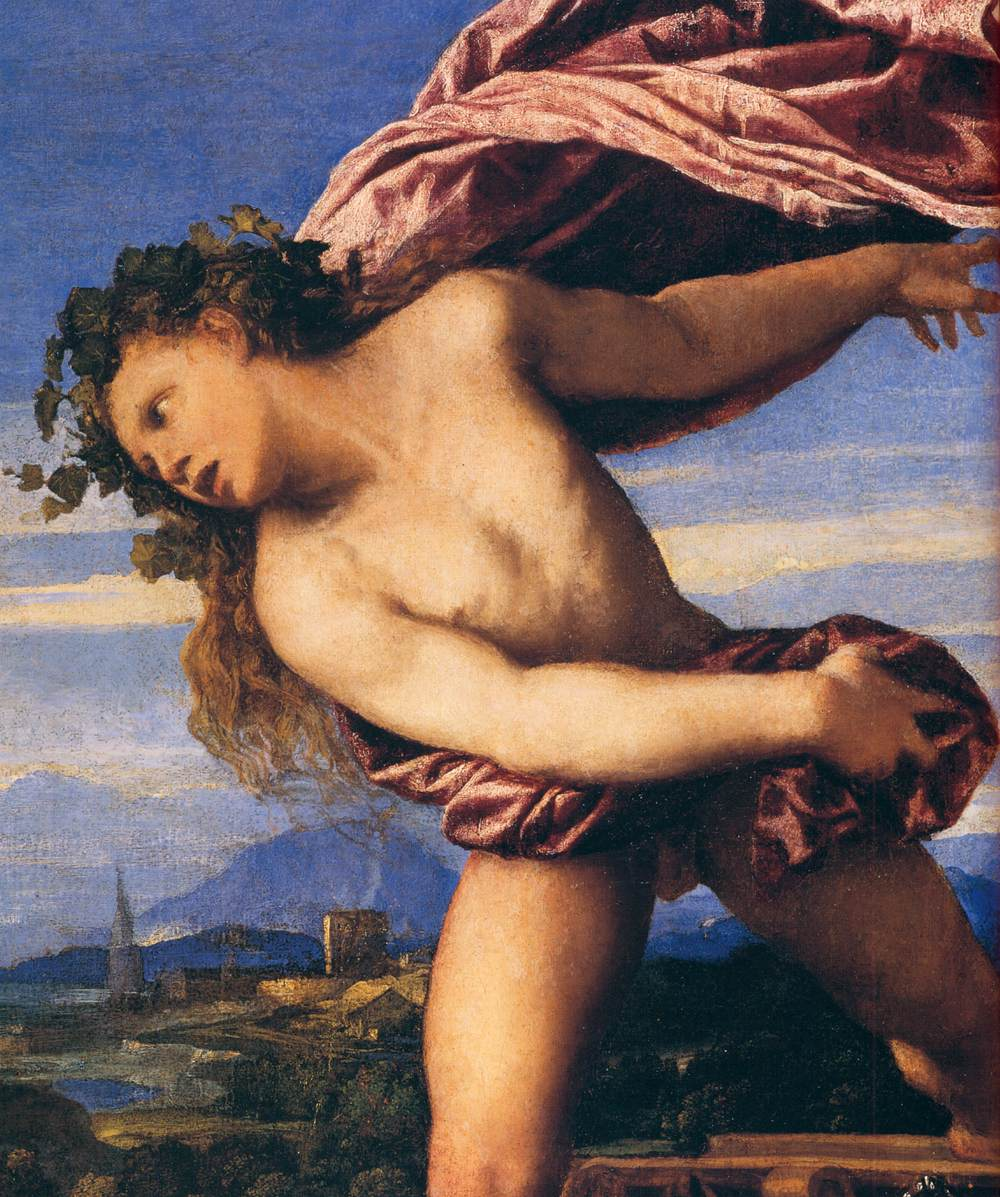
Détail.

La toile sur laquelle Bacchus et Ariane a été peinte a été enroulée vers le haut deux fois dans le premier siècle de son existence, avec des conséquences désastreuses pour la peinture. À partir du XIXe siècle, elle a été fréquemment restaurée pour arrêter l'écaillement de la peinture, la dernière et la plus controversée de ces restaurations ayant été celle effectuée à la National Gallery en 1967 et 1968. Quand le vernis décoloré se trouvant directement sur la surface de peinture a été enlevé, une grande partie de la peinture elle-même est partie avec et il a fallu repeindre une partie importante du tableau. Quelques critiques ont alors noté que l'étendue du ciel bleu du côté gauche, un des endroits les plus touchés de la peinture, semble blafarde et sans relief. Il a été également reproché que le déplacement du vernis a affecté l'équilibre tonal de la peinture, puisque Titien avait sans doute ajouté quelques touches subtiles de vernis à la surface de peinture afin d'atténuer certaines des couleurs qui juraient le plus. La National Gallery maintient que c'était une perte inévitable, car les couches accrues de vernis postérieur avaient rendu la peinture brune et boueuse et devaient être enlevées.
Pour Philip Ball, la restauration restitue à la toile son caractère original, qui témoignage du goût vénitien pour les couleurs fortes, tandis que les interventions précédentes, à partir de 1806, tendaient à la ramener vers l'esthétique anglaise de teintes atténuées à la Constable.